# مارتینو اولیوتی
مارتینو اولیوتی (انگلیسی: Martino Olivetti؛ زادهٔ ۲۴ مهٔ ۱۹۸۵) بازیکن فوتبال اهل ایتالیا است.
از باشگاه‌هایی که در آن بازی کرده‌است می‌توان به باشگاه فوتبال کیه‌وو ورونا، باشگاه فوتبال آ.ث. میلان، و باشگاه فوتبال اسپال اشاره کرد.